# Remède contre les crises d'ivrognerie
Remède contre les crises d'ivrognerie (en russe : Sredstvo ot zapoïa) est une nouvelle d'Anton Tchekhov, parue en 1885.

## Historique
Remède contre les crises d'ivrognerie est initialement publié dans la revue russe Les Éclats en 1885, signée Antocha Tchékhonté. Aussi traduit en français sous le titre Accès d'ivrognerie.

## Résumé
Le comique Phénixov Dikobrazov, ancienne célébrité nationale, arrive en ville. Sa splendeur est passée, son visage est bleui par l’alcool, mais quelques personnes sont là pour l’accueillir à la gare.
La veille de sa représentation l'impressario arrive catastrophé au théâtre : Dikobrazov est ivre, il ne pourra pas jouer. Le perruquier Fiodor Grébéchkov est réquisitionné pour rétablir Dikobrazov : il est connu dans la ville pour soigner les crises d’ivrognerie.
Le remède qu’il lui applique est simple : d’abord des coups de poing, puis des menaces, puis la tentation d’une bouteille d’alcool qu’il lui promène devant les yeux ; cette bouteille est ensuite remplie de savon, d’ammoniac, de cendres, salpêtre, sulfate de soude, soufre et autres produits du même acabit, puis, il le force à boire.
Les tripes de Dikobrazov se révulsent et lui font souffrir le martyre, mais le résultat est là. Le lendemain, il est presque sobre, et les représentations se passent sans problèmes.

## Édition française
- Remède contre les crises d’ivrognerie, traduit par Édouard Parayre, in Œuvres I, Paris, Éditions Gallimard, coll. « Bibliothèque de la Pléiade » no 197, 1968  (ISBN 978-2-07-0105-49-6).